# Corumbataia britskii
Corumbataia britskii är en fiskart som beskrevs av Ferreira och Ribeiro 2007. Corumbataia britskii ingår i släktet Corumbataia och familjen Loricariidae. Inga underarter finns listade i Catalogue of Life.